# Sardine à scabèche
La sardine à scabèche ou Skabech, Scabetche, escabéche, escavèche (en arabe : سردين سكابيتش)  est une recette emblématique de la cuisine algérienne, plus précisément de la région d'Alger. Cette spécialité culinaire est appréciée pour sa saveur acidulée.

## Description
Cette recette de scabeche est une spécialité de la cuisine algérienne, plus précisément algéroise. Elle consiste à préparer des sardines nettoyées, que l'on fait cuire à la vapeur, ou que l'on peut nettoyer, laver et mariner sans cuisson. Ensuite on les laisse macérer pendant au moins 15 jours dans un mélange de moutarde, d'oignon, de vinaigre et d'aromates tels que le thym et les feuilles de laurier, le tout agrémenté d'huile d'olive et parsemer de persil ciselé.
La préparation se fait couche par couche, ce qui est essentiel pour que les sardines restent intactes et ne s'abîment pas. Dans un récipient assez large, on dispose d'abord les sardines, puis la moutarde, suivie des oignons coupés finement, et enfin des aromates. On répète cette opération jusqu'à épuisement des ingrédients.

## Origine et étymologie
La sardine à scabèche trouve ses racines dans la région nord-africaine, où le terme "scabèche" désigne les habitants du nord-africain.
La cuisine méditerranéenne et nord-africaine, basée sur les racines de la cuisine berbère. En raison de sa localisation côtière le long de la mer Méditerranée, l'Algérie tire avantage de ses ressources maritimes qui enrichissent son héritage culinaire. Parmi les mets les plus prisés de cette tradition gastronomique figure le scabeche de sardine. Et de nombreux autres plats de poisson sont également présents dans sa cuisine. Cette variété de scabèche est consommée tout au long de l'année, en particulier pendant le mois de Ramadan. Sur le marché, on trouve différentes sortes de scabèche, que ce soit à la sauce tomate avec une derssa ou à la moutarde au gout acidulé. Les gens se rendent spécialement à la Casbah, à Bab El Oued ou à la Place des Martyrs pour acheter ces différentes variétés de scabèche, car elles sont plus courantes et plusieurs variétés dans ces quartiers d'Alger que dans d'autres endroits. Le soir, on les retrouve sur nos meïdas ramadanesques, accompagnées d'une bonne chorba, d'un bon pain fait maison (khobz addar) et bien sûr d'autres plats spécialement préparés pour Ramadan.
Dans la cuisine arabe et méditerranéenne, un éventail de recettes de scabeche ou escabèche, provenant de divers pays et préparées de différentes façons, s'offre à nous. Une variante de Sardines à l’escabèche plus élaborée introduite à Sète par la communauté pied-noir. Cependant, les recettes d'autres régions du monde se démarquent par leurs ingrédients et leurs méthodes de préparation, contrairement à la préparation de la sardine à scabèche.
Le mot escabèche vient de l'espagnol « escabeche » qui signifie marinade. Ce mot espagnol vient lui-même de l'arabe désignant un plat de viande au vinaigre.
À l'époque, pendant le Ramadan, dans des endroits de vente spéciaux comme à la place des Martyrs, la Casbah, Bab El-Oued et d'autres endroits à Alger, les fabricants de scabèche installaient des tables spéciales pour proposer toutes sortes de délices fabriqués spécialement pour le Ramadan, y compris le scabèche. certains de ces individus portaient une tenue particulière de couleur bleue appelée Shanghai, faisant ainsi naître l'épopée du "le bleu de Shanghai" qui a été introduit en Algérie, entre les deux guerres mondiales,1920-1940 par des marins chinois. l'habit préféré des Algérois d'autrefois !